# Yahatanishi-ku
Yahatanishi-ku (八幡西区?) è uno dei sette quartieri amministrativi della città di Kitakyūshū, in Giappone.